# Chiesa di San Francesco (Fondi)
La chiesa di San Francesco con il vicino convento, è sita a Fondi, in provincia di Latina.

## Storia
La chiesa fu eretta nel 1363 circa su commissione di Onorato I Gaetani sul luogo di un preesistente edificio francescano come afferma l'epitaffio sull'architrave sul portale d'accesso alla chiesa
Dal 1466 fu dei Frati Minori Osservanti napoletani che la tennero per brevi periodi.
Durante l'occupazione francese fu chiuso per essere riaperto dal 1843 al 1866.
Ai frati fu concesso di ritornare alla chiesa solamente del 1881 solamente per un breve periodo.
Durante la II guerra mondiale gli edifici subirono gravi danni.
Nel 1946 il convento è stato restaurato.
Nel 1960 nella chiesa fu girata la famosa scena dello stupro nel film La ciociara di Vittorio De Sica.
Attualmente vi opera una piccola comunità religiosa sin dal 1968.

### Il ritorno dei francescani a Fondi
Nel 1967, nel mese di agosto, iniziò a Fondi una nuova esperienza pastorale con l’invio di fra Giacinto Caronia, il quale era andato a ripristinarvi, su richiesta dell’Arcivescovo di Gaeta, mons. Lorenzo Gargiulo, la presenza francescana dopo il ritiro dei frati nel 1860. Fra Alessio Falanga lo raggiunse nel febbraio del 1968 e poco dopo si aggiunse anche fra Antonio Princi. 
Dalla primavera del 1968 al 1974 Padre Alessio Falanga fu Viceparroco e Cappellano dell’Ospedale di Fondi; dal 1974 al 1995 Parroco, dal 1998 fino alla morte, avvenuta nel 2002, fu Viceparroco.  
Furono anni intensi, vissuti con tanto entusiasmo e altrettanto spirito di sacrificio. In quel periodo i frati vissero in varie abitazioni precarie e provvisorie, ma sperimentando anche una grande condivisione e solidarietà, tanto che l’esperienza di Fondi e in Provincia si rivestì di un carattere originale e atipico, strano e propositivo allo stesso tempo. Non casualmente i frati in formazione del tempo vi andavano a trascorrere il periodo estivo, per condividere quel particolare tipo di vita francescana. 
L’apostolato dei frati suscitava tanto entusiasmo che le famiglie cambiavano residenza per poter rientrare entro i confini della neo eretta parrocchia francescana e così partecipare alla vita parrocchiale senza essere osteggiati dagli altri parroci del territorio, che comprensibilmente storcevano il naso davanti a questa “novità francescana fondana”. 
Quando agli inizi degli anni '70 ci fu la Rivolta delle arance a Fondi, nel corso della quale i coltivatori di arance per protesta cosparsero di agrumi tutte le strade di Fondi, scontrandosi con l’esercito che teneva sotto controllo la cittadina e non consentendo a nessuno di attraversare il centro abitato, solo i frati, grazie alla loro popolarità e alla simpatia generale che avevano suscitato, erano liberi di muoversi per le strade di Fondi per prestare soccorso ai feriti. 
Col tempo la presenza minoritica a Fondi si è andò sempre più stabilizzando: sorse il conventino adiacente alla chiesa; venne restaurata integralmente la chiesa con il campanile; venne adattata al convento una più ampia residenza a breve distanza dal tempio; venne costruita la chiesa di S. Antonio alle Querce (contrada periferica della parrocchia) con annesso oratorio. 

## Struttura

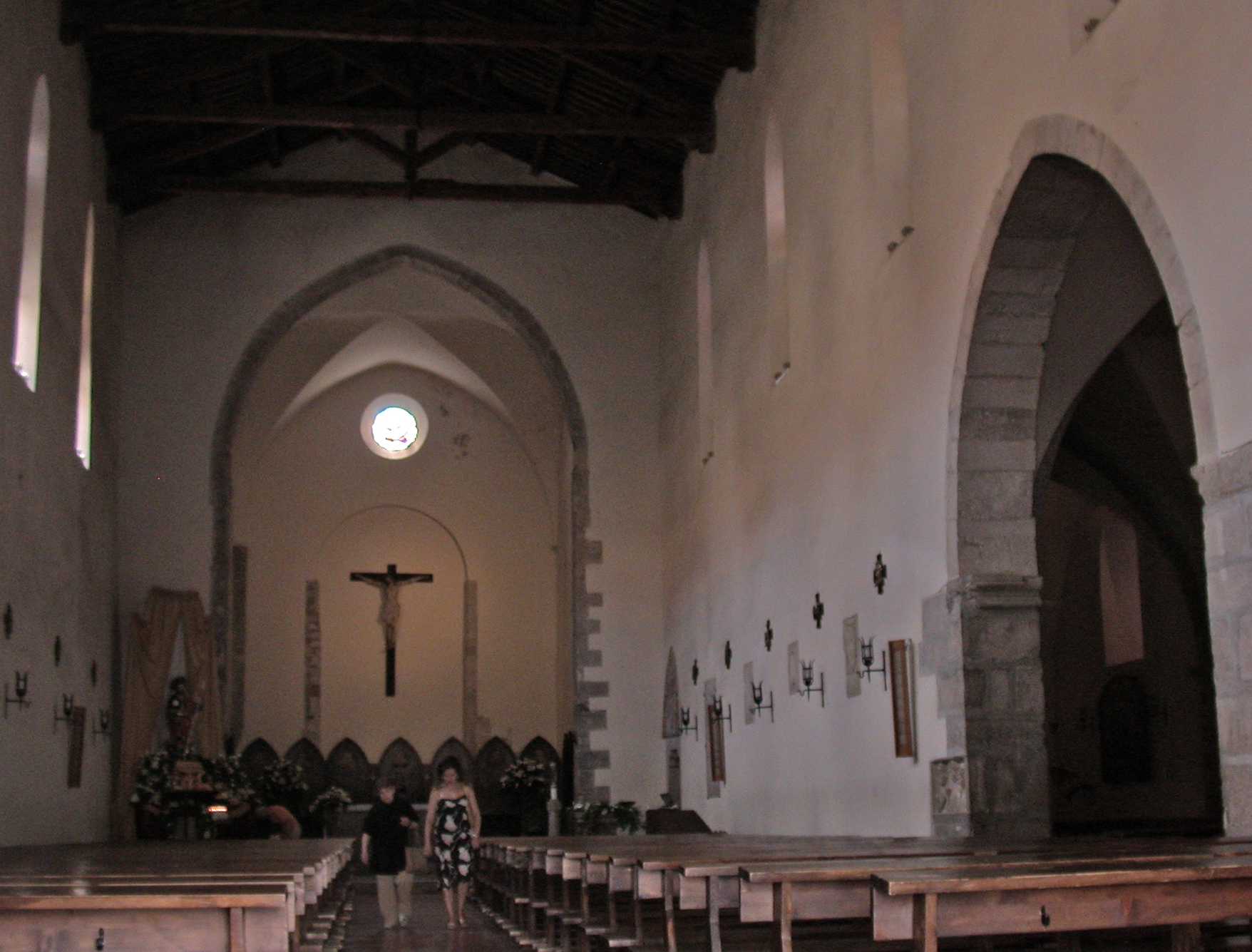
Interno

### La chiesa

#### L'interno
L'interno è a 2 navate suddivise da pilastri a campata sulla cui parete di uno dei pilastri si può ammirare il bassorilievo  dextrarum iunctio [cioè unione delle (mani) destre come simbolo di amicizia, matrimonio e massima fedeltà secondo la regola romana dello ubi tu Gaius ego Gaia].
È in stile gotico con contaminazioni romaniche.
Le vetrate sono istoriate.
Le volte sono a crociera tranne la navata principale che è a capriate.

#### Il portale
Davanti al portale prospetta un portico.
Dei leoni sorreggono delle colonne, probabilmente riciclati da un altro edificio.
Il portale è dello stesso stile della chiesa.
Lo stipite è rinascimentale.
La lunetta del 1970 raffigurante San Francesco con le stigmate è di D'Urso.

#### Le vetrate
Sono tutte di Padre Giorgio Ascione, frate dell'Ordine Minore napoletano.
Raffigurano tappe della vita di San Francesco d'Assisi.
Sono state realizzate tutte nel XX secolo.

#### Il Crocifisso
Si trovava anticamente nella chiesa di Sant'Antonio finché questa chiesa non è stata distrutta dai bombardamenti del 1944.
Faceva parte di un gruppo scultorio rappresentante il Calvario.
Tutto l'insieme scultoreo veniva portato in processione.

#### Rilievo funerario romano
È a finestra.
Rappresenta dei busti-ritratto.
È del III-IV secolo d.C.
I 3 personaggi rappresentano 2 coniugi nell'atto di unire le mani destre in atto di fedeltà coniugale ed un giovane in posizione di protezione verso i 2 congiunti.

#### Madonna del Rosario
È un dipinto del XVI secolo, di scuola napoletana, forse di un domenicano.
Precedentemente si trovava nella chiesa di San Sebastiano.
Sopra vi sono dei simboli del sole e della luna.

#### Altre opere nella chiesa
- L'altare principale.
- L'altare dell'adorazione eucaristica.
- Una statua di San Rocco.
- Una rappresentazione della Madonna di Fátima.

### Il complesso conventuale
Sulla facciata prospetta un porticato in cui sono conservati dei resti dell'antiquarium che attendono di essere trasferiti nel museo civico di Fondi.
Il chiostro è ad arco ogivale e a volte a crociera.
I pilastri sul cortile interno sono in pietra piperina, terminanti in alto con dei capitelli impreziositi da decorazioni a foglie di palma.
Il coro ligneo è suddiviso in 13 seggi (simbolo forse dei 12 apostoli e Gesù).